# Zielona (powiat bocheński)
Zielona – wieś w Polsce położona w województwie małopolskim, w powiecie bocheńskim, w gminie Drwinia.
Przez miejscowość przechodzi droga wojewódzka nr 965.
W latach 1975–1998 miejscowość należała administracyjnie do województwa krakowskiego.